# Félix Malloum
Félix Malloum (ur. 10 września 1932, zm. 12 czerwca 2009) – czadyjski polityk, generał, członek Czadyjskiej Partii Postępu (PPT).
Do 13 kwietnia 1975 służył jako oficer w armii czadyjskiej, gdzie awansował do rangi pułkownika i pozycji szefa sztabu. Po nieporozumieniach z prezydentem Czadu François Tombalbaye został uwięziony, jednak po powodzeniu zamachu stanu z 13 kwietnia 1975 został uwolniony przez zamachowców.
Do 29 sierpnia 1978 pełnił funkcję prezydenta i premiera Czadu. Po przejęciu teki prezesa rady ministrów przez Hissène'a Habré rządził jeszcze przez pół roku, by 23 marca 1979 zrezygnować z pełnionych funkcji.
Malloum odszedł z polityki i osiedlił się w Nigerii. Do Czadu powrócił dopiero 31 maja 2002, po 23 latach na emigracji.